# تاریخ آغازین بازی‌های ویدئویی

بازی ها ویدیویی

تاریخ بازی‌های ویدیویی بین زمان اختراع نخستین بازی‌های الکترونیکی و امروز، حاوی یک دوره زمانی خاص است که اختراعات و تحولات بسیاری را در بر می‌گیرد. بازی‌های ویدئویی در دهه ۱۹۷۰ و ۱۹۸۰ هنگامی که بازی‌های ویدئویی بازی، کنسول‌های بازی و رایانه‌های خانگی به عموم مردم معرفی شدند، به محبوبیت بالایی رسید. از آن زمان، بازی‌های ویدئویی در اکثر نقاط جهان به یک شکل محبوب سرگرمی و بخشی از فرهنگ مدرن تبدیل شده است؛ بنابراین تاریخ ابتدایی بازی‌های ویدئویی، مدت زمان بین نخستین تعاملی بازی‌های الکترونیکی با صفحه نمایش الکترونیکی در سال ۱۹۴۷، نخستین بازی‌های ویدئویی واقعی در اوایل دهه ۱۹۵۰، و ظهور بازی اوایل بازی‌های ویدئویی در دهه ۱۹۷۰ (پنگ و آغاز نخستین نسل کنسول‌های بازی ویدیویی با مگناوکس ادیسه، هر دو در سال ۱۹۷۲) را پوشش می‌دهد. در این مدت طیف گسترده‌ای از دستگاه‌ها و اختراعات متناسب با پیشرفت‌های بزرگ در فناوری محاسبات وجود داشته‌است و نخستین بازی ویدیویی واقعی به تعریف «بازی ویدیویی» استفاده شده بستگی دارد.
به دنبال اختراع دستگاه سرگرمی لوله کاتدی -در ۱۹۴۷- نخستین بازی الکترونیکی تعاملی شناخته شده و همچنین نخستین کسی که از یک صفحه نمایش الکترونیکی استفاده کرد - نخستین بازی‌های ویدیویی واقعی در اوایل دهه ۱۹۵۰ ایجاد شدند. در ابتدا به عنوان تظاهرات فناوری، مانند رایانه‌های Bertie the Brain و Nimrod در سال ۱۹۵۰ و ۱۹۵۱ ایجاد شد، بازی‌های ویدئویی نیز به عنوان تحقیقات علمی تبدیل شدند. مجموعه ای از بازی‌ها، به‌طور کلی شبیه‌سازی بازی‌های تخته دنیای واقعی، در موسسات تحقیقاتی مختلف برای کشف برنامه‌نویسی، تعامل انسان و رایانه و الگوریتم‌های رایانه ایجاد شده‌اند. اینها شامل برنامه‌های پیش نویس OXO و Christopher Strachey در سال ۱۹۵۲، نخستین بازی‌های مبتنی بر نرم‌افزار است که دارای صفحه نمایش CRT، و چندین برنامه شطرنج و چکرز است. احتمالاً نخستین بازی ویدیویی که صرفاً برای سرگرمی ایجاد شده، تنیس برای دو سال ۱۹۵۸ بود که دارای گرافیک متحرک بر روی اسیلوسکوپ بود. با پیشرفت فناوری محاسبات با گذشت زمان، کامپیوترها کوچکتر و سریعتر شدند و توانایی کار بر روی آنها تا پایان دهه ۱۹۵۰ برای کارمندان دانشگاه و دانشجویان مقطع کارشناسی باز شد. این برنامه نویسان جدید شروع به ایجاد بازی‌هایی برای اهداف غیر آکادمیک کردند و منجر به انتشار سال ۱۹۶۲ جنگ فضایی! به عنوان یکی از نخستین بازی‌های رایانه ای دیجیتالی خارج از یک مؤسسه تحقیقاتی واحد شناخته می‌شود.
در طول بقیه دهه ۱۹۶۰ تعداد فزاینده ای از برنامه نویسان نوشتن بازی‌های رایانه ای دیجیتال شروع کردند، که بعضی اوقات به صورت تجاری در فروشگاه‌ها فروخته می‌شدند. از آنجا که مخاطبان بازی‌های ویدئویی با افت هزینه کامپیوترها به بیش از چند ده مؤسسه تحقیقاتی گسترش یافتند و زبان‌های برنامه‌نویسی که بر روی انواع مختلف رایانه اجرا می‌شوند ایجاد شدند، انواع گسترده‌ای از بازی‌ها شروع به توسعه کردند. بازی‌های ویدیویی در اوایل دهه ۱۹۷۰ با راه اندازی صنعت بازی‌های ویدئویی تجاری در سال ۱۹۷۱ با نمایش بازی آرکید بازی Galaxy Game و انتشار نخستین بازی ویدیویی بازی کامپیوتر اسپیس، و در سال ۱۹۷۲ به دوره جدیدی منتقل شدند. با انتشار بازی بسیار موفق و موفق بازی پنگ و نخستین کنسول بازی خانگی ویدیویی، مگناوکس ادیسه، که نخستین نسل کنسول‌های بازی ویدیویی را به بازار عرضه کرد.